# Оман на Летњим олимпијским играма 2000.
Оман је на Олимпијским играма у Сиднеју 2000. учествовао пети пут као самостална земља.
Оманску делегацију, су у Сиднеју представљала шесторица спортиста који се се такмичили, у четири дисциплина, три спорта. 
Најмлађи у делегацији је био пливач Халид ел Кулајби са 14 година и 143 дана. и постао најмлађи омански учесник олимпијских игара свих времена и после Олимпијским играма 2016. у Рио де Жанеиру. Најстарији учесник био је стрелац Хилал ел Рашиди са 37 год и 264 дана и ту титулу задржао до Олимпијским играма 2008. у Пекингу
Омански олимпијски тим је остао у групи земаља које нису освојиле олимпијске медаље.

## Учесници по спортовима
| Спорт      | Мушкарци | Жене | Укупно |
| ---------- | -------- | ---- | ------ |
| Атлетика   | 4        | 0    | 4      |
| Пливање    | 1        | 0    | 1      |
| Стрељаштво | 1        | 0    | 1      |
| Укупно(3)  | 6        | 0    | 6      |

## Резултати

### Атлетика
Мушкарци
| Атлетичар Лични рекорд                                                                        | Дисциплина | Квалификације | Квалификације | Четвртфинале     | Четвртфинале     | Полуфинале        | Полуфинале        | Финале            | Финале       | Детаљи |
| Атлетичар Лични рекорд                                                                        | Дисциплина | Резултат      | Место         | Резултат         | Место            | Резултат          | Место             | Резултат          | Место        | Детаљи |
| --------------------------------------------------------------------------------------------- | ---------- | ------------- | ------------- | ---------------- | ---------------- | ----------------- | ----------------- | ----------------- | ------------ | ------ |
| Mohamed Al-Houti НР                                                                           | 200 м      | 21,19         | 5 у гр. 9     | Није се пласирао | Није се пласирао | Није се пласирао  | Није се пласирао  | Није се пласирао  | 48 / 65 (68) |        |
| Mohamed Said Al-Maskary Hamoud Abdallah Al-Dalhami Mohamed Al-Houti² Jahad Abdullah Al-Sheikh | 4 х 100 м  | 39,82         | 6 у гр. 4     |                  |                  | Нису се пласирали | Нису се пласирали | Нису се пласирали | 28 / 38 (40) |        |

- Атлетичари у штафетама означени бројем 2 су учествовали и у некој од појединачних дисциплина.

### Пливање
| Пливач           | Дисциплина    | Квалификације | Квалификације | Полуфинале       | Полуфинале       | Финале           | Финале       | Детаљи |
| Пливач           | Дисциплина    | Време         | Пласман       | Време            | Пласман          | Време            | Пласман      | Детаљи |
| ---------------- | ------------- | ------------- | ------------- | ---------------- | ---------------- | ---------------- | ------------ | ------ |
| Халид ел Кулајби | 50 м слободно | 26,96         | 7. у гр 2     | Није се пласирао | Није се пласирао | Није се пласирао | 68 / 75 (80) |        |

### Стрељаштво
Мушкарци
| Стрелац         | Дисциплина          | Квалификације           | Квалификације | Финале           | Финале           | Пласман | Детаљи |
| Стрелац         | Дисциплина          | Резултат                | Пласман       | Резултат         | Укупно           | Пласман | Детаљи |
| --------------- | ------------------- | ----------------------- | ------------- | ---------------- | ---------------- | ------- | ------ |
| Хилал ел Рашиди | Ваздушна пушка 10 м | 579 (95+96+99+98+96+95) | 44            | Није се пласирао | Није се пласирао | 44 / 46 |        |